# SEAT Marbella
La SEAT Marbella è un'automobile del segmento A prodotta dalla casa spagnola SEAT dal 1986 al 1998.

## Storia
La Marbella è stata presentata, dopo la fine dell'accordo FIAT-SEAT nel 1986, in sostituzione della SEAT Panda, la versione iberica della famosa utilitaria italiana, dalla quale la Marbella riprende i motori e la linea generale, con un restyling fatto in modo da non infrangere le regole del copyright. Le modifiche essenziali si ebbero nel frontale, nei fari posteriori e negli interni.
La Marbella vendette bene in tutta Europa, sia con le sue versioni di base che con le innumerevoli versioni speciali prodotte. Così come per la Panda, la Marbella deve il suo successo proprio alla spartanità, a tratti anche maggiore rispetto a quella della cugina italiana (profondamente aggiornata dal 1986), nonostante alcune lievi differenze che, per certi versi, la rendevano anche più pratica e robusta della Panda. La sua essenzialità le permetteva di essere venduta a un prezzo molto basso e invitante per chi voleva una macchina da città economica. Rispetto alla Panda, la Marbella ebbe fin dall'inizio i rivestimenti integrali delle portiere anteriori, mentre la prima aveva esclusivamente il rivestimento nella parte alta e lamiera a vista in quella inferiore.
Dal 1990, anche i passaruota posteriori furono rivestiti. Al contrario, le versioni più essenziali della Marbella non disponevano di hazard, retrovisore regolabile dall'interno e tergilunotto. La Marbella montava le balestre al retrotreno, come la Panda prima serie.
Dalla Marbella derivò anche un piccolo furgone denominato SEAT Terra, e come per la progenitrice FIAT ne venne prodotta anche una versione Van che ottenne un discreto successo sul mercato di origine.
La produzione della piccola di casa SEAT proseguì fino all'estate del 1998, lasciando spazio alla nuova SEAT Arosa, decisamente meno spartana e realizzata insieme alla Volkswagen e gemella della Volkswagen Lupo con cui condivideva pianale e meccanica.

## Meccanica

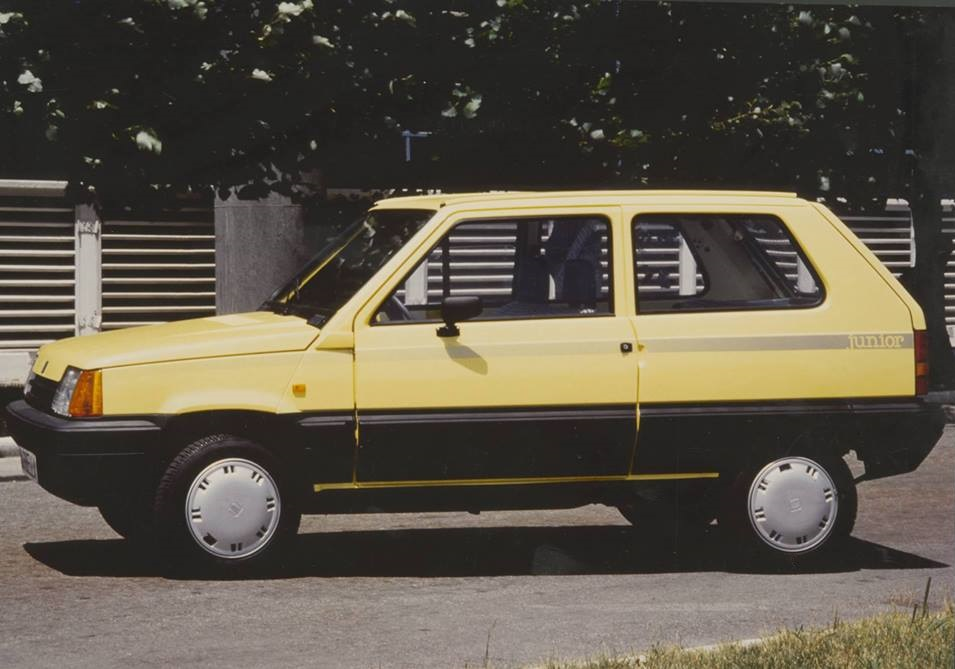
Seat Marbella 850 Junior

Le motorizzazioni previste, fino al 1992, erano due ed esclusivamente a benzina: un propulsore da 843 cm³ e 34 CV, derivato dalla Fiat 850 e dalla Fiat Panda 34/Seat Panda 35, e un altro da 903 cm³ e 39 CV, derivato da quello della Fiat 127 e dalla Seat Panda 40. L'auto era capace di raggiungere una velocità di circa 135 km/h (con motorizzazione maggiore) grazie anche al suo peso ridotto (circa 700 kg). La Marbella 850 disponeva di un cambio a 4 velocità, mentre la Marbella 903 era equipaggiata, a seconda delle versioni, con cambio a 4 o 5 rapporti.
Nel 1992, in seguito alle imminenti norme antinquinamento Euro 1 che prevedevano l'obbligo del catalizzatore, il modello 850 venne tolto di produzione, mentre il 903 fu aggiornato. Il cambio è a 5 velocità e la potenza sale a 41 CV.
Nel 1997 avvenne l'ultima importante modifica meccanica: con l'entrata in vigore delle norme antinquinamento Euro 2, il precedente 903 fu rimpiazzato da un 899 con accensione elettronica e starter automatico. Completamente rivista la trasmissione, con cambio a 5 rapporti di derivazione Volkswagen a retromarcia avanti, sensibilmente migliorato nella morbidezza e precisione degli innesti.
La gamma, nella produzione italiana, era così articolata:
1986-1992
- Versioni 850: L (1986-1988), GL (1987-1989), L Sprint (1988), Junior (1988-1989), Special (1989-1992), Black (1989-1992), Red (1989-1992), Yellow (1989-1990), Green (1990-1992), Blue (1990-1992), Jeans (1990-1992), White (1991-1992), Superstar (1991-1992).
- Versioni 903: L (1986-1987), GL (1986-1989), GLX (1986-1990), Special (1989-1992), XL (1989-1991), CLX (1991-1992).
1992-1995
- Versioni 903 cat: Special (1992-1995), Fun (1994-1995), Jeans (1992-1993), CLX (1992).
1995-1997
- Versioni 903 cat (restyling): Special (1995-1997).
1997-1998
- Versioni 899 cat: 899 (1997-1998).

## Motorizzazioni
| Modello  | Disponibilità       | Motore  | Cilindrata (cm³) | Potenza       | Coppia Massima (Nm) | Emissioni CO2 (g/km) | 0–100 km/h (secondi) | Velocità max (km/h) | Consumo medio (km/l) |
| 850      | dal debutto al 1992 | Benzina | 843              | 25 kW (34 CV) | 56                  | n.d                  | 29.3                 | 125                 | 15.8                 |
| 903      | dal debutto al 1992 | Benzina | 903              | 29 kW (39 CV) | 60                  | n.d                  | 20.2                 | 131                 | 15.8                 |
| 903 cat. | dal 1992 al 1997    | Benzina | 903              | 30 kW (41 CV) | 60                  | n.d                  | 19.2                 | 135                 | 15.7                 |
| 899      | dal 1997 al 1998    | Benzina | 899              | 30 kW (41 CV) | n.d.                | n.d.                 | n.d.                 | 135                 | n.d.                 |